# 元祐 (年號)
元祐（1086年—1094年四月十一日）是宋哲宗赵煦的第一个年号。北宋使用这个年号共九年。

## 年號含義
元丰八年，神宗驾崩，遂改元“元祐”，其中“元”字继承自“元丰”。当时哲宗年仅十岁，由高太皇太后执政，对宋神宗的改革，也就是熙寧變法（或称王安石变法）全盘否定，史称“元祐更化”。哲宗对于此是不满的。元祐八年，太后病逝，哲宗亲政，随即改元。由於元祐年間是由反對新政的舊黨當政，因此後來的新舊黨爭中，元祐一名又被用來指稱舊黨及其成員。

## 改元
- 元豐九年——正月一日，有詔改元元祐。[2][3][4]
- 元祐九年——四月十二日，有詔改元紹聖。[5][6]

## 紀年對照表
| 元祐 | 元年   | 二年   | 三年   | 四年   | 五年   | 六年   | 七年   | 八年   | 九年   |
| ---- | ------ | ------ | ------ | ------ | ------ | ------ | ------ | ------ | ------ |
| 公元 | 1086年 | 1087年 | 1088年 | 1089年 | 1090年 | 1091年 | 1092年 | 1093年 | 1094年 |
| 干支 | 丙寅   | 丁卯   | 戊辰   | 己巳   | 庚午   | 辛未   | 壬申   | 癸酉   | 甲戌   |

## 大事记
- 元祐五年——西安碑林开建。
- 元祐七年——水運儀象台於開封建成。[7]
- 元祐八年——沈括著《梦溪笔谈》。

## 出生
- 元祐三年——洪皓，宋朝大臣
- 元祐五年——秦桧，宋朝大臣
- 元祐八年5月18日——吴玠，宋朝将军

## 逝世
- 元祐元年——司马光，宋朝史学家
- 元祐元年5月21日——王安石，北宋大臣
- 元祐五年——郭熙，宋朝画家（约逝世于元祐五年）
- 元祐八年8月——高太后，神宗母，哲宗祖母，从元祐元年至八年执政

## 同期存在的其他政权年号
- 中國
  - 大安（1085年－1094年）：辽朝—辽道宗耶律洪基之年號
  - 天安礼定（1086年）：西夏—夏惠宗李秉常之年號
  - 天儀治平（1086年－1089年）：西夏—夏崇宗李乾順之年號
  - 天祐民安（1090年－1097年）：西夏—夏崇宗李乾顺之年号
  - 保立（1082年）：大理—段正明之年號
  - 建安（1083年－1091年）：大理—段正明之年號
  - 天祐（1091年－1094年）：大理—段正明之年號
- 越南
  - 廣祐（1085年－1092年）：李朝—李仁宗李乾德之年號
  - 會豐（1092年－1100年）：李朝—李乾德之年號
- 日本
  - 應德（1084年－1087年）：白河天皇與堀河天皇之年号
  - 寬治（1087年－1095年）：堀河天皇之年号

## 深入閱讀
- 李崇智. . 北京: 中華書局. 2004年12月. ISBN 7101025129.
- 鄧洪波. . 臺北: 國立臺灣大學東亞經典與文化研究計劃. 2005年3月  [2021-11-19]. ISBN 9789860005189. （原始内容 (pdf)存档于2007-08-25）.

| 前一年號： 元丰 | 北宋年号 1086年－1094年 | 下一年號： 紹聖 |